# Bassikounou
Bassikounou är en kommun i departementet Bassikounou i regionen Hodh Ech Chargui i Mauretanien. Kommunen hade 10 561 invånare år 2013.